# Harlinger Courant
De Harlinger Courant is de regionale krant van de Friese stad Harlingen.

## Geschiedenis
Het eerste nummer van de Harlinger Courant verscheen op 27 oktober 1852. Dat werd tijd ook, zo vond uitgever R. Klein. In Leeuwarden, Sneek en Franeker verschenen op dat moment ook al regionale kranten en Harlingen mocht volgens hem daarin niet achterblijven.
Nadat in 1869 het dagbladzegel was afgeschaft, probeerde de Harlinger Courant het als dagblad, met als onderkop Dagblad van Friesland. Al na twee maanden bleek dit financieel niet uit te kunnen en werd de bezorging zonder toelichting teruggebracht tot eens per week. In 1875 werd een nieuwe poging ondernomen, maar ook die strandde al gauw. De krant verscheen daarna driemaal week, totdat door papierschaarste tijdens de Eerste Wereldoorlog de krant werd genoodzaakt om nog maar twee keer in de week uit te komen. Dat bleef jarenlang zo, maar sinds de jaren 2010 verschijnt papieren versie van de Harlinger Courant alleen nog op vrijdag.
De krant wordt gedrukt bij uitgeverij Flevodruk in Harlingen.